# 若生正博
若生 正博（わこう まさひろ、1951年1月18日 - ）は、日本の地方公務員。宮城県副知事、公益財団法人みやぎ産業振興機構理事長、テクノプラザみやぎ代表取締役社長、七十七銀行取締役等を歴任。

## 人物・経歴
宮城県仙台市出身。明治大学卒業後、1975年宮城県入庁。宮城県教育次長や、宮城県経済商工観光部長等を経て、2010年宮城県副知事。2017年テクノプラザみやぎ代表取締役社長、公益財団法人みやぎ産業振興機構理事長、七十七銀行取締役監査等委員。2019年には公益財団法人みやぎ産業振興機構と、七十七銀行などが、事業承継支援に関する連携協定を締結した。2021年、瑞宝中綬章受章。